# Knutange
Knutange är en kommun i departementet Moselle i regionen Grand Est (tidigare regionen Lorraine) i nordöstra Frankrike. Kommunen ligger i kantonen Algrange som tillhör arrondissementet Thionville-Ouest. År 2022 hade Knutange 3 206 invånare.

## Befolkningsutveckling
Antalet invånare i kommunen Knutange
| Referens: INSEE |